# 四川藏语佛学院甘孜分院
四川藏语佛学院甘孜分院位于四川省甘孜藏族自治州泸定县燕子沟镇跃进坪村。

## 学校简介
- 2020年9月27日，四川藏语佛学院举行甘孜分院建设项目工程奠基仪式[1]。

## 校舍
- 甘孜分院校舍总建筑面积约30000m²，整体设计融入斗拱、门廊、宝幢、巴卡边框、雕饰等地方装饰元素，校舍亦达到抗震要求[2]。